# 馬特洛克鎮足球會
馬特洛克鎮足球會（Matlock Town Football Club）是一支位於英格蘭打比郡馬特洛克的職業足球會，目前於英格蘭北部超級聯賽超聯組角逐。

## 外部連結
- Club website （页面存档备份，存于）